# Platythomisus bazarus
Platythomisus bazarus är en spindelart som beskrevs av Benoy Krishna Tikader 1970. Platythomisus bazarus ingår i släktet Platythomisus och familjen krabbspindlar. Inga underarter finns listade i Catalogue of Life.